# Église du Sacré-Cœur (Samara)
Pour les articles homonymes, voir Église du Sacré-Cœur.
L'église du Sacré-Cœur, appelée aussi l'église polonaise, est une église catholique située dans le quartier historique de Samara, surplombant la Volga en Russie. Elle appartient au diocèse de Saratov dont l'évêque, d'origine allemande, est Mgr Clemens Pickel et est confiée aux soins des salésiens.

## Histoire
Les catholiques d'origine polonaise étaient nombreux, surtout dans la seconde moitié du XIXe siècle, à Samara, ainsi que les catholiques d'origine allemande (les Allemands de la Volga) qui avaient leurs propres paroisses. Les Polonais avaient une église construite en bois. Il fut décidé en 1902 de l'agrandir et de la construire en briques rouges dans un style néo-gothique. Le projet fut confié, pour un coût de 80 000 roubles, à l'architecte polonais, Bogdanovitch (ou Bohdanowicz), qui construisit la cathédrale de l'Immaculée Conception de Moscou. Placée sous le vocable du Sacré Cœur de Jésus, elle fut consacrée en février 1906. Ses deux tours de 47m de hauteur en firent pendant longtemps l'édifice le plus haut de la ville.
La paroisse fut démantelée par les autorités soviétiques à la fin des années 1920 et l'église fermée plus tard et vandalisée. En 1941, on y installa un musée régional.
C'est en 1991 que l'église fut rendue à la communauté catholique de la ville qui la restaura totalement en 1996 et qui remit les croix sur les flèches en 2000. Elle se trouve au n° 157 de la rue Frounzé.

## Illustrations

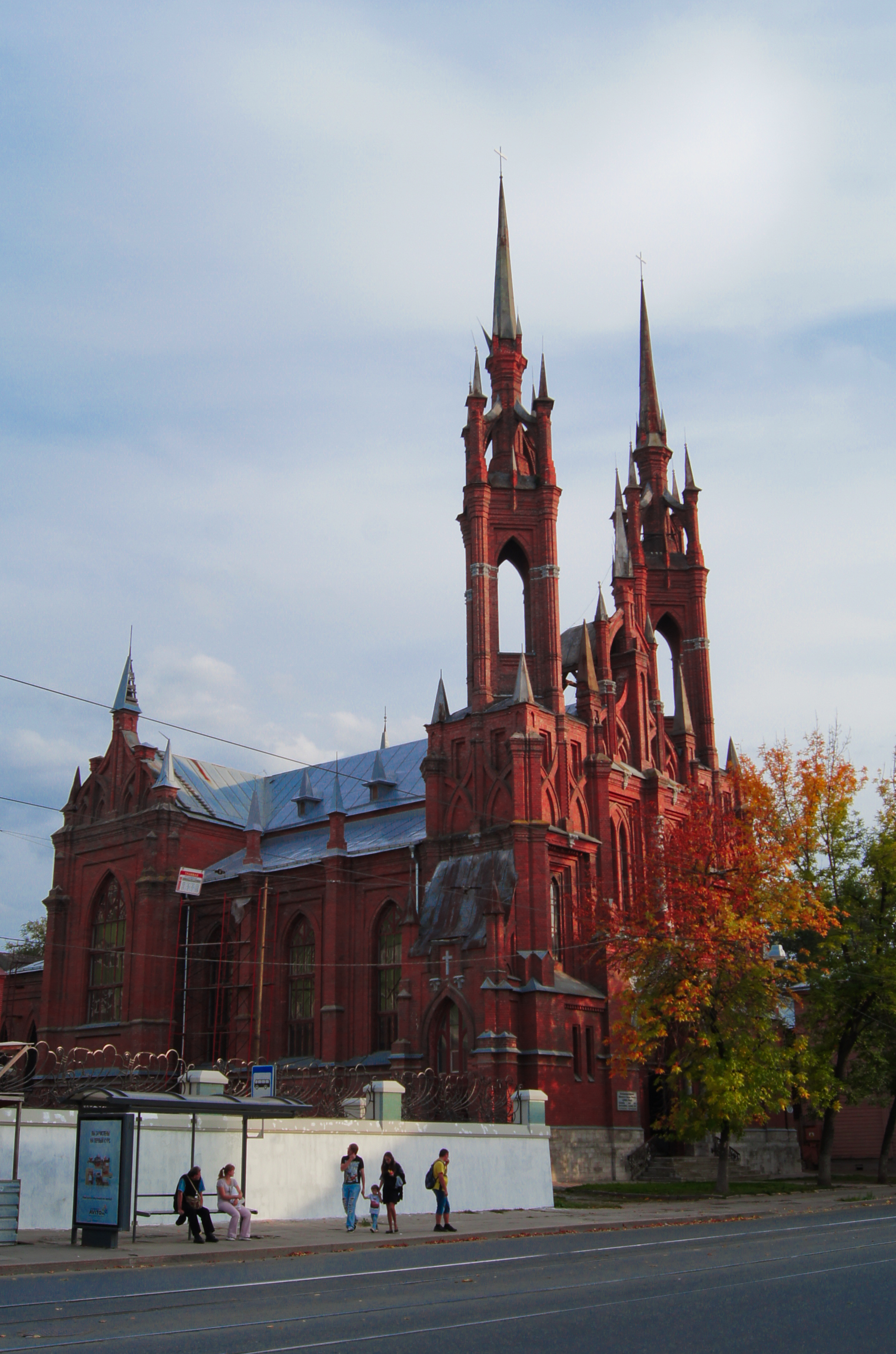
Vue de côté de l'église
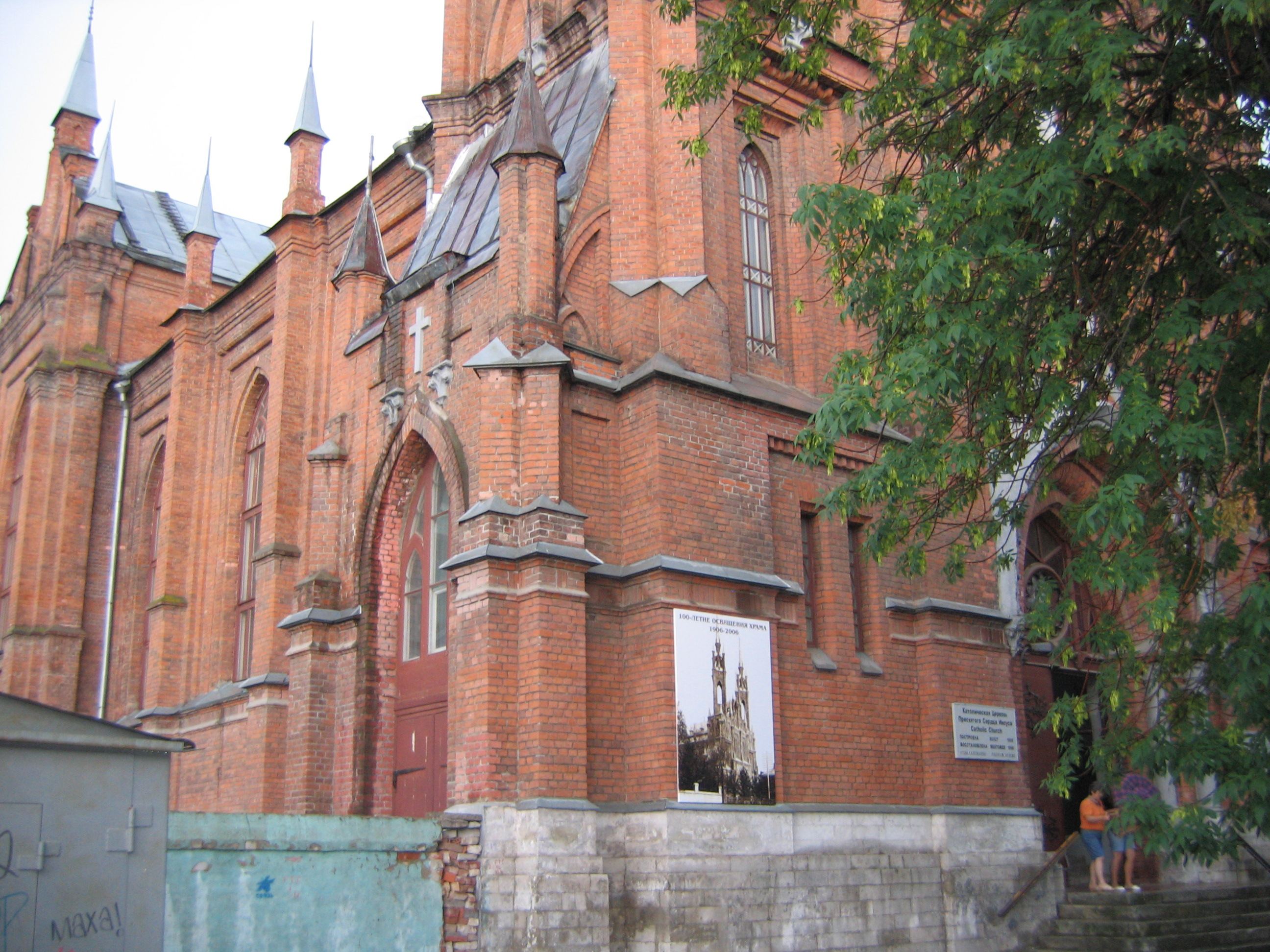
Détail de l'entrée
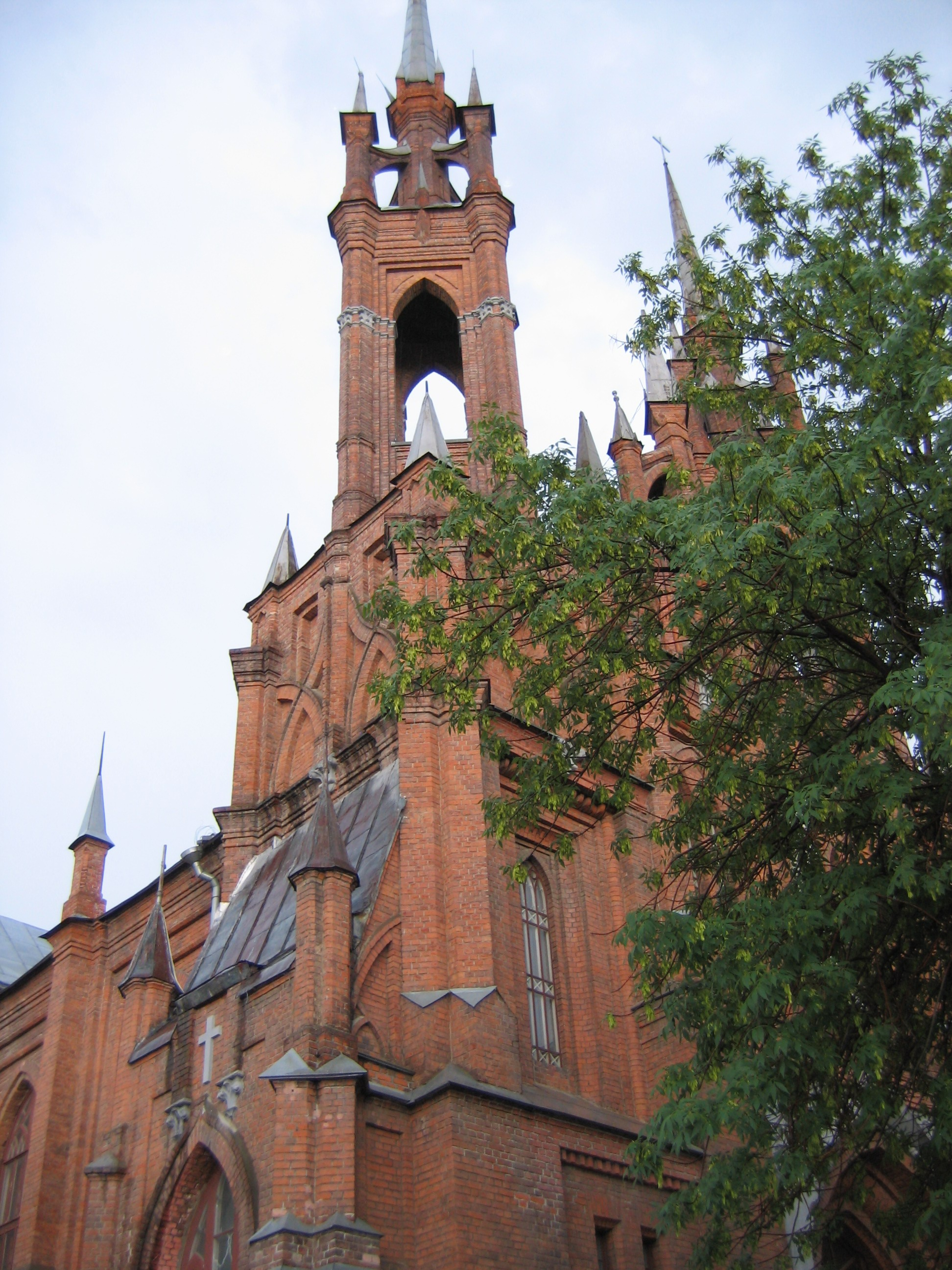
Vue d'un clocheton
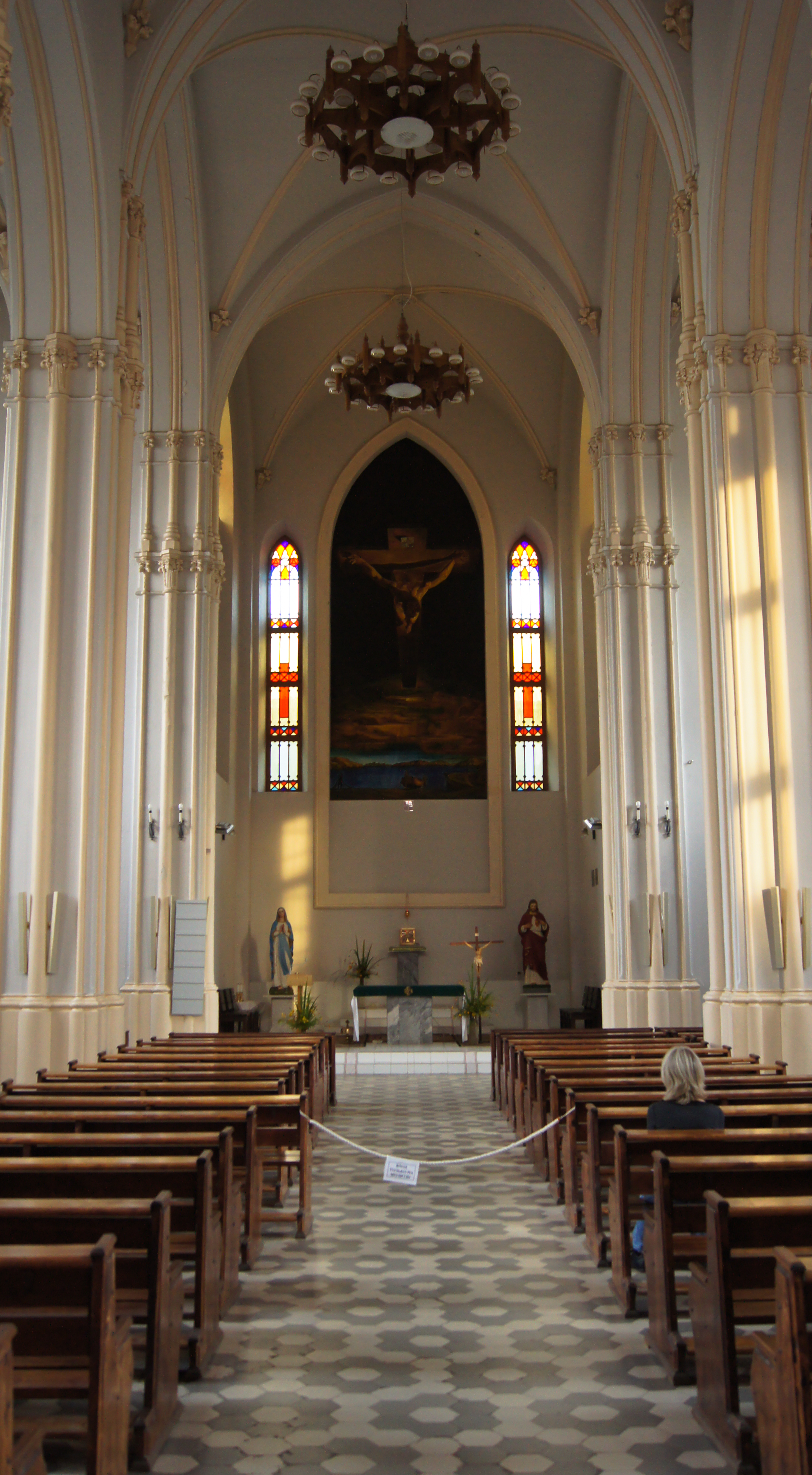
Intérieur de l'église